# باري دونينغ
باري دونينغ (بالإنجليزية: Barry Dunning)‏ هو متسابق يخت بريطاني، ولد في 17 مارس 1946.

## وصلات خارجية
- باري دونينغ على موقع أوليمبيديا (الإنجليزية)
- باري دونينغ على موقع اللجنة الأولمبية البريطانية (الإنجليزية)